# Eotitanosuchus
Eotitanosuchus is een geslacht van uitgestorven Synapsida ('zoogdierachtige reptielen') uit de Therapsida. De typesoort is Eotitanosuchus olsoni. Het was een primitief lid van deze groep en vertoonde nog kenmerken van de vroege eupelycosauriërs. Met name de schedel had dezelfde vorm als dat van een sphenacodontide eupelycosauriër. Echter, uit het gebit kan worden afgeleid dat het hier waarschijnlijk een voorloper van de Gorgonopsia en Therocephalia betreft. Hij behoorde echter nog steeds tot een tussenstap tussen de Sphenacodontidae en de Gorgonopsia: de Biarmosuchia. De rest van het skelet lijkt oppervlakkig op dat van een gorgonopsiër. Eotitanosuchus was een van de minder primitieve biarmosuchiërs en was andere biarmosuchiërs zoals de Biarmosuchus al ver voorbij. Het nauwst was hij verwant aan de Ivantosaurus, een ander lid van de familie Eotitanosuchidae, waarvan Eotitanosuchus de noemer was. Eotitanosuchus werd zo'n drie meter lang en leefde in het midden-Perm in Rusland samen met dieren als Estemmenosuchus en Ivantosaurus. Eotitanosuchus moet niet verward worden met de niet nauw verwante dinocephaliërs Titanosuchus uit Zuid-Afrika en Titanophoneus uit Rusland. Deze beide dieren leefden ongeveer in dezelfde tijd als Eotitanosuchus. In hetzelfde gebied als Eotitanosuchus leefden ook enkele soorten basale eupelycosauriërs als Ennatosaurus, Phreatophasma en Pyozia.

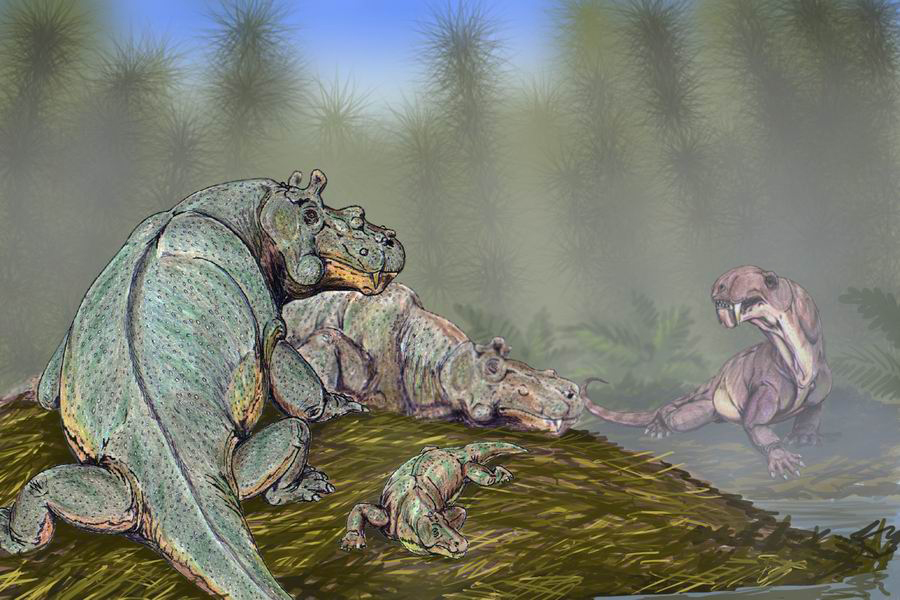